# 胡安·费尔南德斯·拉比利亚
胡安·费尔南德斯·拉比利亚（西班牙語：Juan Fernández La Villa，1985年6月4日—），西班牙男子曲棍球运动员。他曾代表西班牙参加2008年和2012年夏季奥林匹克运动会曲棍球比赛，其中2008年奥运会获得一枚银牌。